# Schloss Haldenstein

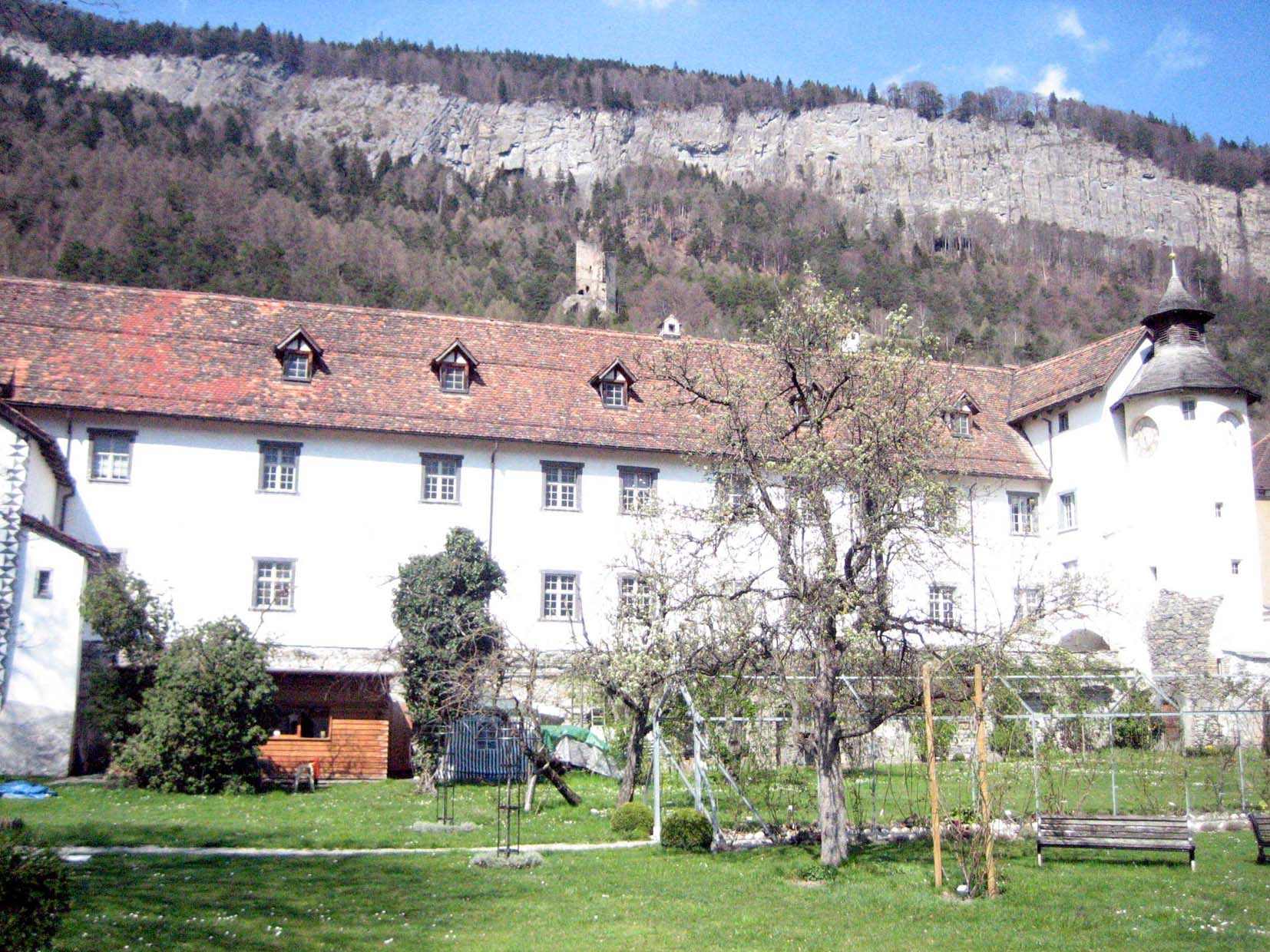
Hauptgebäude, im Hintergrund die Burg Haldenstein

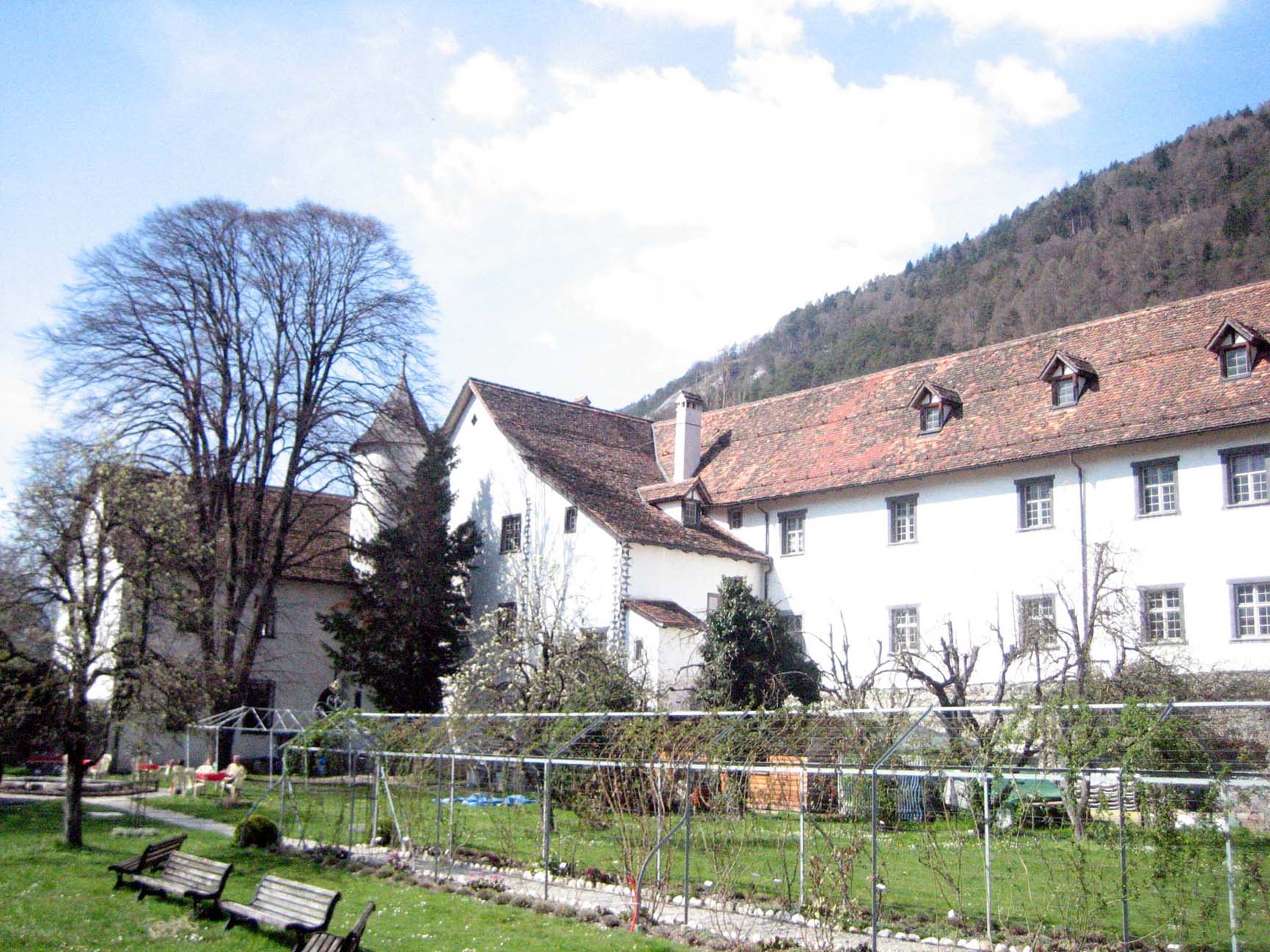
Im Garten

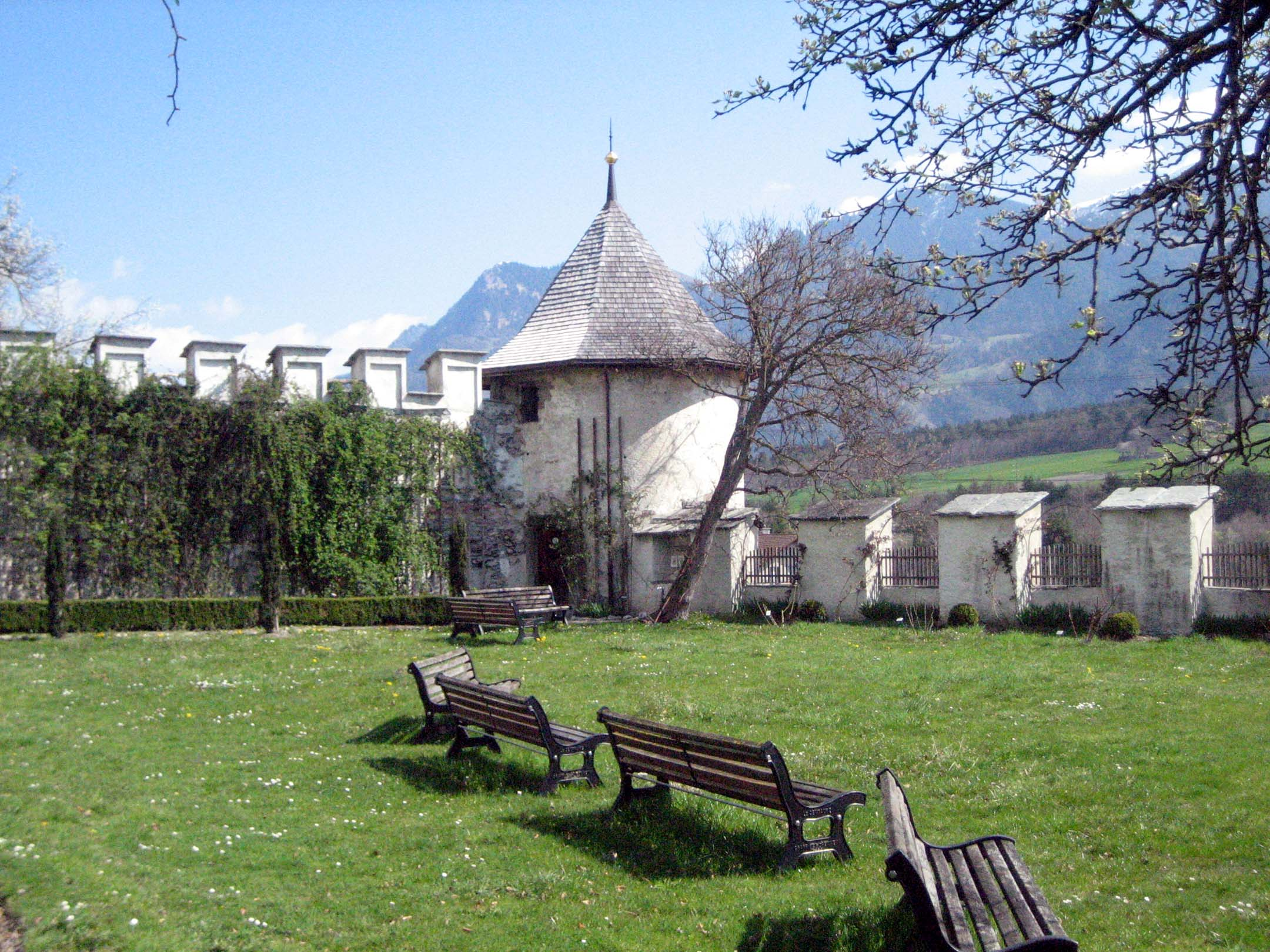
Östlicher Eckturm

Das Schloss Haldenstein ist ein Schloss mit burgartigem Charakter in der Ortschaft Haldenstein der Gemeinde Chur im schweizerischen Kanton Graubünden.

## Anlage
Der grosszügige Bau wird im Osten durch eine einem Bering ähnliche Terrassenmauer begrenzt. An den beiden Gartenecken stehen zwei Mauertürme, zwei Treppentürme grenzen an den Nord- und an den Südflügel. Im Wesentlichen besteht die Anlage aus vier zu einem Viereck gruppierten dreigeschossigen Gebäudeteilen. Im Hof steht ein Brunnen aus den 1890er Jahren. Vom Südtrakt ragen zwei kurze Gebäudeflügel gegen Osten und Westen vor.
Der Prunk im Inneren lässt sich nur noch erahnen. Der Chronist Baron Rudolf von Salis berichtet, man habe «neunzig Zimmer gezählt, die nach dem schönsten Geschmack eingerichtet waren, Galerien mit Gold ausgearbeitet und mit den lebhaftesten Farben geziert, welche Jagden und Landschaften und alles, was das Auge ergötzen mag, vorstellen».
Im Erdgeschoss liegen heute noch gewölbte Räume sowie einige gotische Fenstergewände. Der gewölbte Saal im südlichen Anbau mit einem grossen Kamin aus dem Jahr 1545 gehört zu den ältesten Teilen der Anlage. Eine marmorierte Türfassung im ersten Obergeschoss des Südtraktes stammt aus dem gleichen Jahr und die prächtigen Intarsien der Tür könnten ebenfalls aus dem 16. Jahrhundert stammen.
Die grösste Kostbarkeit des Schlosses ist wohl das Prunkzimmer im ersten Obergeschoss des Südtraktes. Das Getäfer mit dem Ofen wurde 1884 an das Deutsche Gewerbemuseum (später Kunstgewerbemuseum Berlin) verkauft. Heute ist das Täfer im Schloss Köpenick in Berlin zu besichtigen. Trotzdem gehört der Raum im Stil der deutschen Renaissance immer noch zu den wertvollsten dieser Art in Graubünden. Einige Kunstgegenstände wie etwa eine Rundscheibe von 1587 mit dem Wappen der Schauenstein sowie Familienbilder der von Salis sind heute im Rätischen Museum in Chur.

## Geschichte
Die Geschichte des Schlosses hat ihren Ursprung in der Burg Haldenstein oberhalb des Dorfes. Die Herrschaft Haldenstein, zu der auch die benachbarte Burg Lichtenstein gehörte, war seit etwa 1300 ein selbständiges, dem Bischof von Chur lehnsuntertäniges und von den Drei Bünden unabhängiges Territorium, das bis 1803 bestand. Im Jahr 1509 war der Besitzer der Burg und Herr von Rhäzüns, Conradin von Marmels, einer der mächtigsten Feudalherren Rätiens im ausgehenden Mittelalter.
Durch die Hochzeit der Witwe seines verstorbenen Sohnes Jakob von Marmels kam Haldenstein an den Mailänder Edelmann Jean Jacques de Castion, den französischen Gesandten bei den Drei Bünden in Chur. Der neue Eigentümer fand sich wohl mit der wilden Romantik Haldensteins nicht ganz zurecht und liess von 1544–48 anstelle eines älteren Steinhauses ein neues Schloss im Dorf errichten. Wie nirgends in Graubünden zeigt Haldenstein hier den Übergang von der Burg zum Schloss: Das repräsentierende Gebäude ohne Verteidigungscharakter hatte den Wehrcharakter grösstenteils verloren und glich mehr einem Herrenhaus oder Schloss.
1545 war der Rohbau vollendet; bis die prunkvolle Innenausstattung fertig war, dauerte es noch drei Jahre. Auch nach dem Tod des Erbauers von Castion im Jahr 1553 blieb die französische Gesandtschaft mit einigen Unterbrüchen weiterhin bis 1622 im Schloss. 1608 kam durch eine Erbschaft seiner Frau Thomas von Ehrenfels-Schauenstein in den Besitz des Schlosses, fünf Jahre später erwarb er von Franz Carli von Hohenbalken auch die Herrschaft. Dadurch wurden die Schauensteins zu einer der reichsten Familien Graubündens. 1656 teilen die beiden Brüder Thomas und Julius Otto von Schauenstein den Besitz durch Losentscheid: die Trennlinie ging durch die Längsachse des Schlosses und Thomas erhielt die talseitige, Julius Otto die bergseitige Hälfte.
Die Linie von Julius endete um 1700 im Konkurs. Die Erbin der Linie von Thomas brachte 1703 die ihr gehörende Hälfte in den Besitz der Familie von Salis. 1729 konnte Gubert von Salis die zwei Hälften wieder vereinen. 1731 setzte er ein Geschoss auf und baute das Innere aufwändig aus. Am 27. Juni 1732 wurde Haldenstein durch einen Brand weitgehend zerstört, doch schon ein Jahr später war die Anlage wiederhergestellt. Von dieser Bauetappe ist im zweiten Obergeschoss des Nordflügels eine Decke mit Stuckaturen übrig geblieben. Nach Guberts Tod 1737 ging die südliche Hälfte des Schlosses an seinen Bruder Thomas, Guberts Tochter Barbara Cleophea verkaufte 1763 ihre nördliche Hälfte an die Professoren Martin Planta und Johann Peter Nesemann, die darin das bündnerische Seminar mit zeitweise bis zu hundert Schülern betrieben, das sie vor zwei Jahren im Saluzischen Haus eröffnet hatten. 1771 wurde das Seminar ins Schloss Marschlins bei Igis verlegt. Neben weiteren Umbauten wurde 1775 der Theatersaal dekoriert.

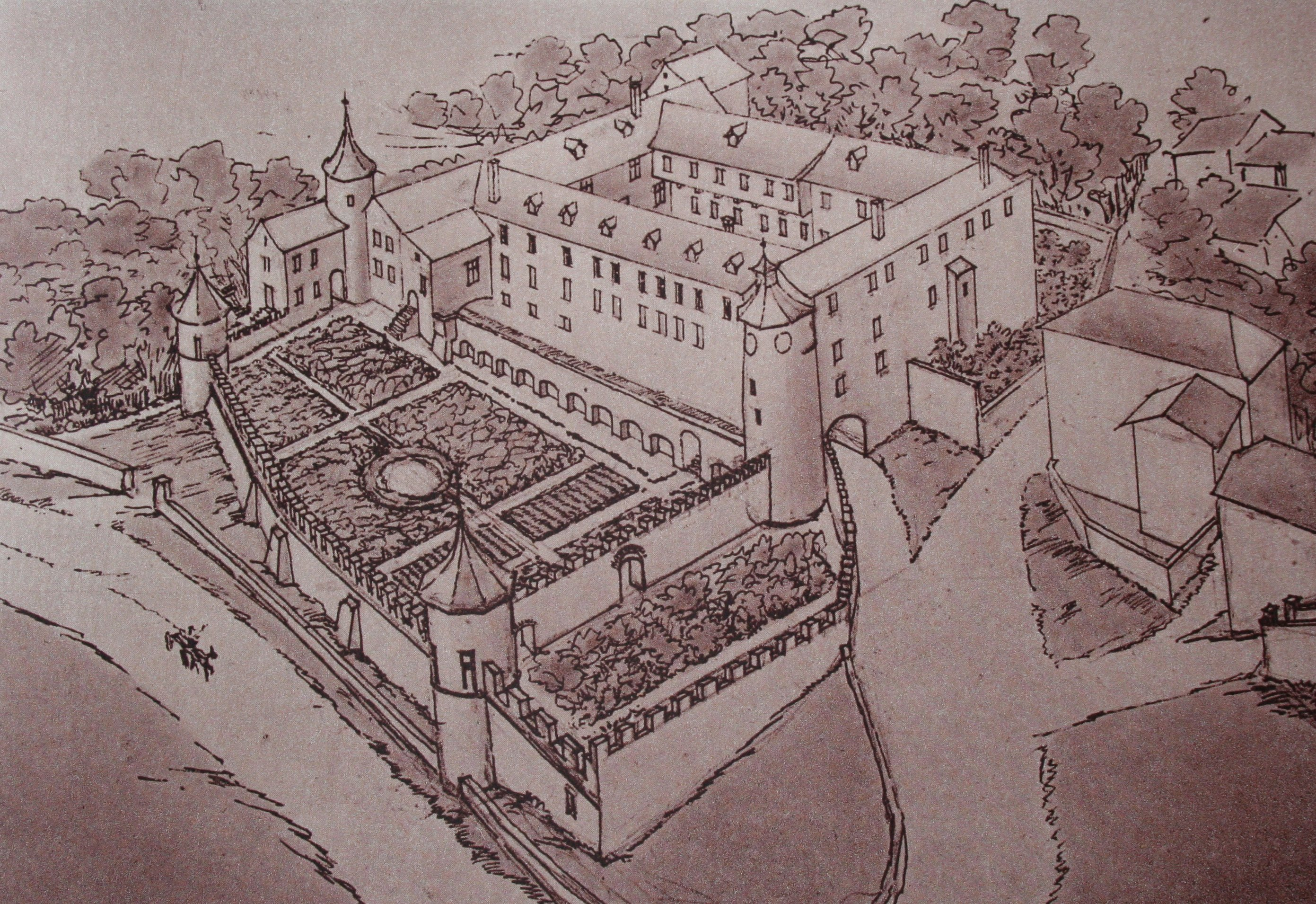
Schloss Haldenstein 1880

1780 erwarb Major Rudolf von Salis beide Schlosshälften, später kam das Schloss an die Salis-Haldenstein von Maienfeld und 1832 an die Salis-Soglio, die es um 1900 umbauen liessen. 1922 kam es in den Besitz des Churers Leonhard Batänjer, dessen Erben es 1966 einer Stiftung verkauften. 1986–1999 wurde es restauriert. Nach dem Zweiten Weltkrieg wohnte Ulrich Christoffel und seine Frau eine Zeit lang auf Schloss Haldenstein.
Heute sind darin die Gemeindeverwaltung Haldenstein, der Archäologische Dienst Graubündens und ein Café untergebracht. Im Innenhof, im Schloss sowie im Schlossgarten finden regelmässig kulturelle Veranstaltungen statt. Hauptanlass ist die Schlossoper Haldenstein, die seit 2001 alle zwei Jahre im August im Innenhof unter freiem Himmel zu Gast ist. Die Räume können von der Stiftung für die Anlässe gemietet werden. Das Schloss Haldenstein ist im Inventar der kunst- und kulturhistorischen Schutzobjekte von nationaler Bedeutung aufgenommen.

## Bündner Münzwirren

Haldensteiner Münze

1612 erhielt Thomas von Schauenstein vom Kaiser Mathias das Recht, Münzen zu prägen, was er auch ausgiebig tat. Da seine Münzen allerdings von minderer Qualität waren, kam es zu erbosten Reaktionen von Zürich und Süddeutschland. Auch die Bündner Behörden wurden mehrere Male vorstellig, allerdings mit geringem Erfolg. Weil das kaiserliche Münzrecht Schauenstein zugesprochen worden war, machten auch die von Salis davon Gebrauch. Die Münzstätte lag im Schloss selbst. Das Silber für die früheren Münzen stammte aus den eigenen Bergwerken im Schams und im Rheinwald.
Noch 1718 berief sich Rudolf von Schauenstein-Reichenau auf das alte kaiserliche Recht, was zu unschönen Streitigkeiten zwischen denen von Salis und denen von Schauenstein führte, bis schliesslich die Drei Bünde die Münzherstellung verboten. Bereits zwei Jahre später erhielt Gubert von Haldenstein das Münzrecht erneut unter der Bedingung, eine vorschriftgemässe Legierung zu verwenden. Weil er sich nicht daran hielt, wurde ihm das Recht nach einem Jahr wieder entzogen.
Nach dem Brand von 1731 erhielt Gubert als Entschädigung das Recht zur einmaligen Prägung von 5000 Gulden. Gubert prägte jedoch 25'000 Gulden, worauf er zu einer Busse von 5000 Gulden verknurrt wurde. Ob und mit welchen Münzen er sie bezahlte, ist nicht bekannt. 1766 erhielt sein Bruder das Reichsmünzprivileg, von dem er aber kaum Gebrauch machte. Die letzte Haldensteiner Münze stammt aus dem Jahr 1766.